# قائمة زملاء الجمعية الملكية المنتخبين في 1723
هذه القائمة تعرض قائمة زملاء الجمعية الملكية المُنتخبين لعام 1723.

## الزملاء
- فرانسيس ولاستون (عالم ، 1694-1774) [الإنجليزية]‏
- روبرت مارشام (بارون «رومني» الأول ، 1685-1724) [الإنجليزية]‏
- جيمس ثورنهيل (رسام إنجليزي ، 1675-1734) [الإنجليزية]‏
- إسحاق دي سيكويرا سامودا (طبيب وشاعر بريطاني ، 1681-1729) [الإنجليزية]‏
- جوليو كارلو دي توشي دي فانيانو (عالم رياضيات إيطالي ، 1682-1766) [الإنجليزية]‏
- أنطوان ديدييه (طبيب فرنسي ، 1670-1746) [الإنجليزية]‏
- جون وارد (أكاديمي إنجليزي ، حوالي 1679-1758) [الإنجليزية]‏
- ألكسندر مونرو الأول